# トサモシベ
トサモシベは、北海道の川上郡弟子屈町にある標高370.2mの山である。山頂には四等三角点「屏風岩」が設置されている。

## 概要
屈斜路カルデラ内にあるアトサヌプリ等の屈斜路火山群の一つであり、ソエナテシカ (460m)から西に伸びる尾根上に位置する山である。約1万年前に火山活動した新期アトサヌプリ火山群に分類される溶岩ドームの火山である。
山名はアイヌ語の「トウ・サム・ウシュ・ペ（湖・傍・にある・もの）」に由来する。

## 登山
登山道は無いが主なルートは道道52号側からトサモシベ南西の尾根を使って山頂へ至る。笹藪の丈が全体的にそこまで高くないため無雪期の登山も他の登山道のない山と比べて比較的多いが藪が埋もれる残雪期に登られることが多い。